# Escolo (Calcídica)

Mapa de la Antigua Macedonia con la posible ubicación de Estolo, en la parte central de la Península Calcídica.

Escolo o Estolo (en griego, Σκώλος, Στώλος) es el nombre de una antigua ciudad griega situada en la península Calcídica. 
Fue una de las ciudades, junto con Argilo, Estagiro, Acanto, Olinto y Espartolo que el tratado de paz de Nicias del año 421 a. C. entre lacedemonios y atenienses determinó que serían independientes de los dos bandos. Atenas podía continuar recaudando el tributo que estas ciudades habían pagado desde la época de Arístides, pero no podía forzarles a que se hicieran aliados.
Estrabón, que menciona que estaba en la zona de Olinto, la distingue de otra ciudad llamada Escolo situada en Beocia.
Se desconoce su ubicación exacta. Se ha sugerido que podría identificarse con un lugar situado al oeste de Acanto y otra posibilidad que se ha propuesto es identificarla con la moderna Kellion.